# Арн (Па-де-Кале)
Арн (фр. Harnes) — коммуна во Франции, регион О-де-Франс, департамент Па-де-Кале, округ Ланс, кантон Арн. Пригород Ланса, расположен в 6 км к северо-востоку от центра города, на берегу канала Ланс, в 2 км от автомагистрали А21 "Рокада Миньер".
Население (2018) — 12 324 человека.

## Достопримечательности
- Горный музей
- Музей истории и археологии
- Мост Pont Maudit XVIII века
- Церковь Святого Мартина 1929 года в стиле неоклассицизм
- Современная церковь Сакре-Кёр

## Экономика
Бывший крупный центр добычи угля. В настоящее время в городе работает несколько предприятий пищевой и легкой промышленности.
Структура занятости населения:
- сельское хозяйство — 0,0 %
- промышленность — 26,5 %
- строительство — 6,8 %
- торговля, транспорт и сфера услуг — 45,2 %
- государственные и муниципальные службы — 41,5 %

Уровень безработицы (2017) — 21,1 % (Франция в целом — 13,4 %, департамент Па-де-Кале — 17,2 %). 

Среднегодовой доход на 1 человека, евро (2017) — 16 920 (Франция в целом — 21 110, департамент Па-де-Кале — 18 610).

## Демография
Динамика численности населения, чел.

## Администрация
Пост мэра Арна с 2008 года занимает социалист Филипп Дюкенуа (Philippe Duquesnoy). На муниципальных выборах 2020 года возглавляемый им левый список победил в 1-м туре, получив 52,40 % голосов.
| Период | Период | Фамилия        | Партия                  | Примечания                            |
| ------ | ------ | -------------- | ----------------------- | ------------------------------------- |
| 1965   | 1972   | Франсис Регез  | Коммунистическая партия | член Генерального совета департамента |
| 1972   | 1991   | Андре Бигот    | Коммунистическая партия | член Генерального совета департамента |
| 1991   | 2008   | Иван Дрюон     | Коммунистическая партия | член Генерального совета департамента |
| 2008   |        | Филипп Дюкенуа | Социалистическая партия |                                       |

## Города-побратимы
- Кабуда, Буркина-Фасо
- Фалькенштейн, Германия
- Путиньяно, Италия
- Хшанув, Польша
- Вандр, Франция
- Лоанхид, Шотландия

## Галерея
- Церковь Святого Мартина
- Церковь Сакре-Кёр

1. 1 2  база данных о французских коммунах — Национальный географический институт Франции, 2015.